# Nagroda Literacka im. Mao Duna
Nagroda Literacka im. Mao Duna (chiń. 茅盾文学奖; pinyin Máo Dùn Wénxué Jiǎng) – jedna z pięciu głównych chińskich nagród literackich, przyznawana od 1982 przez Stowarzyszenie Pisarzy Chińskich.
Nazwa nagrody pochodzi od nazwiska chińskiego pisarza i działacza społecznego Mao Duna. Nagroda przeznaczona jest dla powieściopisarzy. W każdej edycji nagradzanych jest kilka powieści, zwykle od 3 do 5. Pierwotnie nagroda miała być przyznawana co trzy lata, jednak w praktyce odstępy między edycjami nagrody są nieregularne.
VIII edycja nagrody w 2011 wywołała kontrowersje, gdy autorami ośmiu z dziesięciu najwyżej ocenionych powieści byli pisarze zasiadający we władzach regionalnych oddziałów Stowarzyszenia Pisarzy Chińskich, przyznającego tę nagrodę. Innym zarzutem wobec nagrody jest to, że wyróżnia dzieła zgodne z panującą socjalistyczną ideologią.